# Prix Maurice-Renard
Le prix Maurice-Renard est un prix littéraire remis de 1922 à 1932 par la Société des gens de lettres à l'initiative du romancier Maurice Renard, qui le dote et préside son jury.
Fondé pour redynamiser le genre « merveilleux-scientifique » théorisé par Renard au début du siècle, il récompense « un romancier français ou de langue française, de préférence membre de la Société, pour un ou plusieurs ouvrages d'imagination, s'adressant moins à la sensibilité du lecteur qu'à son intelligence et prouvant chez l'écrivain le goût du savoir, sinon de la science, le don de l'ingéniosité et le souci de la forme ».
Le prix Maurice-Renard était doté de 1 000 frs de 1922 à 1929, puis de 2 000 frs de 1930 à 1932.
Après que le lauréat du prix 1932, Serge-Simon Held, eut refusé le prix pour ne pas obérer ses chances au Goncourt, Maurice Renard décide d'y mettre fin.

## Liste des lauréats
Ses onze lauréats sont :
- 1922 : Jean Joseph-Renaud, pour possiblement La Vivante Épingle[Note 1]
- 1923 : Marcel Roland, pour possiblement Quand le phare s'alluma...[Note 1]
- 1924 : Alexandre Arnoux, pour possiblement Le Règne du bonheur[Note 1]
- 1925 : René Jouglet, pour Le Nouveau Corsaire et Les Confessions amoureuses[6]
- 1926 : Jean Barreyre, pour Le Navire aveugle
- 1927 : René Chambe, pour Le Bracelet d'ébène
- 1928 : Raymond Clauzel, pour L'Île des femmes
- 1929 : Léon Groc, pour possiblement Le Bourreau fantôme[Note 1]
- 1930 : Octave Béliard, pour Les Petits Hommes de la pinède
- 1931 : Henri-Jacques Proumen (), pour Le Sceptre volé aux hommes
- 1932 : Serge-Simon Held, pour La Mort du fer (refuse le prix)